# Mark Filip
Mark Filip (Chicago (Illinois), 1 juni 1966) was begin 2009 waarnemend minister van Justitie van de Verenigde Staten.

## Onderminister van Justitie
Filip werd op 3 maart 2008 unaniem gekozen door de Amerikaanse Senaat en op 10 maart 2008 geïnaugureerd als onderminister van Justitie.

## Privé
Hij en zijn vrouw Bethann (Beth) Filip hebben vier kinderen.